# Aubervilliers
Aubervilliers là một xã trong vùng đô thị Paris, thuộc tỉnh Seine Saint Denis, vùng hành chính Île-de-France của nước Pháp, có dân số là 71.600 người (thời điểm 2005).

## Thông tin nhân khẩu
| 1962   | 1968   | 1975   | 1982   | 1990   | 1999   |
| ------ | ------ | ------ | ------ | ------ | ------ |
| 70 632 | 73 695 | 72 976 | 67 719 | 67 557 | 63 136 |

## Các thành phố kết nghĩa
- Jena, Đức
- Boully, Mauritanie
- Empoli, Ý
- Beit-Jala, Palestine